# Chi Thỏ cộc
Ochotona là một chi thuộc Bộ Thỏ gồm duy nhất các loài thỏ cộc hay thỏ chuột (tiếng Anh: pika hay pica) trong Họ Thỏ Cộc (Ochotonidae). Thỏ cộc là loài động vật có vú nhỏ sống trên núi có thể được tìm thấy ở Châu Á và Bắc Mỹ. Chúng khác thỏ và thỏ đồng của Họ Thỏ (Leporidae) ở nhiều nét như chân ngắn, cơ thể tròn trịa, bộ lông dày, thiếu đuôi, và tai tròn ngắn. Thỏ cộc tai to (Ochotona macrotis) có mặt trên dãy Himalaya và các vùng núi xung quanh sống ở độ cao tận 6.000 mét (20.000 ft), thuộc hàng động vật có vú cư ngụ nơi cao bậc nhất.
Các loài thỏ cộc ưa sườn đá, ăn cỏ, hoa, và cành non. Vào mùa thu, chúng kéo rơm rạ, cành mềm và những thứ khác về tổ để ăn dần trong mùa đông dài lạnh lẽo. Thỏ cộc còn được gọi là "thỏ huýt sáo" do tiếng kêu báo động the thé của chúng khi chúng nhảy vào hang của mình.
Tên gọi "pika" bắt nguồn từ một từ tiếng Evenk là piika, còn danh pháp Ochotona là từ ogdoi (огдой) tiếng Mông Cổ. Chỉ có một chi, Ochotona, là được công nhận trong Họ Ochotonidae, gồm 30 loài.

## Loài
- Bộ Lagomorpha[6]
  - Họ Ochotonidae
    - Chi Ochotona
      - Phân chi Pika
        - Ochotona alpina
        - Ochotona argentata
        - Ochotona collaris
        - Ochotona hoffmanni
        - Ochotona hyperborea
        - Ochotona pallasi
        - Ochotona princeps
        - Ochotona turuchanensis

      - Phân chi Ochotona
        - Ochotona cansus
        - Ochotona curzoniae
        - Ochotona dauurica
        - Ochotona huangensis
        - Ochotona nubrica
        - Ochotona pusilla
        - Ochotona rufescens
        - Ochotona thibetana
        - Ochotona thomasi
        - Ochotona yarlungensis
        - Ochotona qionglaoensis

      - Phân chi Conothoa
        - Ochotona erythrotis
        - Ochotona forresti
        - Ochotona gaoligongensis
        - Ochotona gloveri
        - Ochotona himalayana
        - Ochotona iliensis
        - Ochotona koslowi
        - Ochotona ladacensis
        - Ochotona macrotis
        - Ochotona muliensis
        - Ochotona nigritia
        - Ochotona roylei
        - Ochotona rutila

      - Phân chi Alienauroa
        - Ochotona huanglongensis
        - Ochotona xunhuaensis
        - Ochotona sacraria
        - Ochotona flatcalvariam
        - Ochotona dabashanensis